# Euphyllodromia variegata
Euphyllodromia variegata es una especie de cucaracha del género Euphyllodromia, familia Ectobiidae.

## Distribución
Esta especie se encuentra en Surinam, Guayana Francesa y Brasil.